# جوني إدغار
جوني إدغار (بالإنجليزية: Johnny Edgar)‏ (9 أبريل 1936 في المملكة المتحدة - 1 فبراير 2008) هو لاعب كرة قدم بريطاني في مركز مهاجم داخلي. لعب مع نادي إكزتر سيتي ونادي بارنسلي ونادي غيلينغهام ونادي هارتلبول يونايتد ونادي يورك سيتي.